# Zlatna
Zlatna, mai demult Zlacna, Zlagna (în maghiară Zalatna, Kisbánya, în germană Klein Schlatten, Klein-Schlatten, Goldmarkt, în traducere "Târgul de aur", în latină Ampelum) este un oraș în județul Alba, Transilvania, România, format din localitatea componentă Zlatna (reședința), și din satele Botești, Budeni, Dealu Roatei, Dobrot, Dumbrava, Feneș, Galați, Izvoru Ampoiului, Pătrângeni, Pârău Gruiului, Pirita, Podu lui Paul, Runc, Ruși, Suseni, Trâmpoiele, Valea Mică și Vâltori. Numele românesc Zlatna este derivat din limba slavă, "zlato" însemnând "aur".
Are în subordine administrativă localitățile: Botești, Budeni, Dealu Roatei, Dobrot, Dumbrava, Feneș, Galați, Izvoru Ampoiului, Pârău Gruiului, Pătrângeni, Pirita, Podu lui Paul, Runc, Ruși, Suseni, Trâmpoiele, Valea Mică și Vâltori.

## Geografie
Zlatna este o depresiune aflată între 2 lanțuri muntoase - munții Metaliferi de origine vulcanică, cu vârful Jidov cu o înălțime de peste 900 m și de Munții Trascău, munți formați prin încrețire din care se remarcă vârful Dâmbău cu o înălțime de 1.369 m. Principalul râu care trece prin Zlatna este Ampoiul care are o lungime de aproximativ 50 km și se varsă în râul Mureș în municipiul Alba Iulia.

### Hidrografie
Râul Ampoi – este principalul curs de apă din teritoriu care drenează toate apele din zona. Izvorăște de sub Dealul Mare (Dealul Petriceaua – 1220 m) și străbate localitatea pe o lungime de 26 km.

Cei mai importanti afluenți ai Ampoiului sunt:

Valea Morilor (Valea Viltori) – izvorăște de sub Vârful Vilcoi (1348 m) și are o lungime de 12 km.

Valea Fenesului – își are obirsia sub Vârful Negrileasa și curge pe o distanță de 16 km. Râul are potențial energetic.

Valea Trimpoiele – are o lungime de 7,5 km. Se varsă în Ampoi în dreptul satului Pirita

Valea Mica – un alt afluent al Ampoiului, în lungime de 6 km.

Alți afluenți de mai mică imporanță ai Ampoiului sunt Valea Mare, Valea Zlatnei, Valea Galați, Valea Petrei, Valea Slatinii.

### Faună
Pe teritoriul orașului Zlatna și al satelor aparținătoare se regăsește fauna specifică zonei central-europene.
- Animale: căprioare, cerbi, vulpe, lupi, iepure, veverițe, șoarece de pădure, dihori, nevastuică, arici.
- Păsări: ciocănitoare, cioara, cuc, gaita, vrabie, privighetoare, coțofana, pițigoi.
- Reptile: șarpele de pădure, șopârle, brotăcei, salamandre, amfibii.
- Pești: păstrav (pe cursul superior al Ampoiului si pe Valea Fenesului).

## Istoric

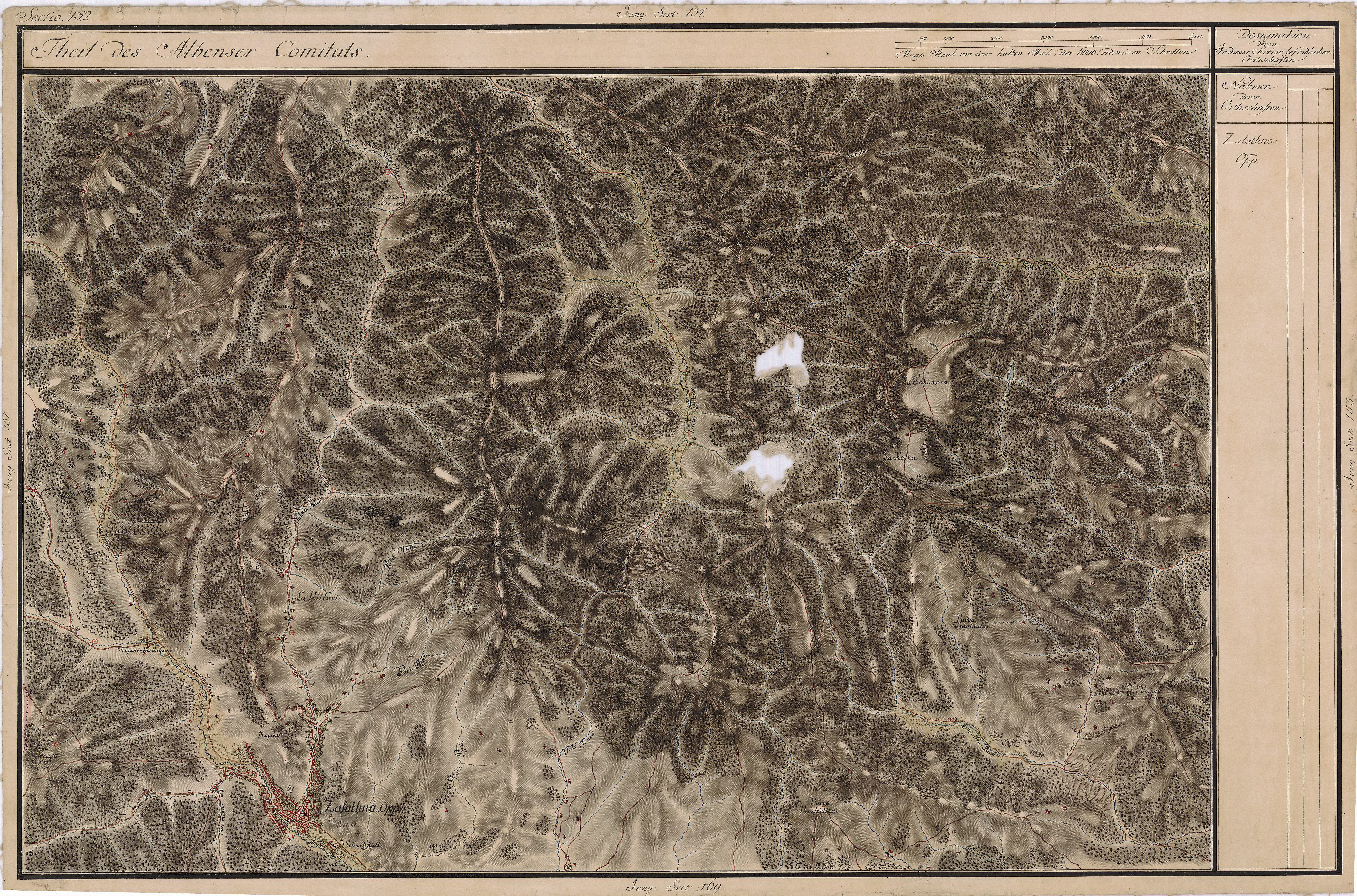
Zlatna în Harta Iosefină a Transilvaniei, 1769-73

Pe teritoriul localității Zlatna au fost descoperite urme de locuire ce indică prezența unei așezări în acest loc încă din epoca bronzului (Cultura Wietenberg). În perioada romană în acest loc a existat o așezare înfloritoare ce purta numele de Ampelum și care se pare că a fost un important centru de exploatare al aurului care a purtat chiar rangul de municipium. Urmele materiale descoperite constau din inscriptii în latină, statui, monezi și ceramică.
Localitatea este menționată pentru prima dată în anul 1347 iar ulterior în 1387 este ridicată la rangul de oraș. Datorită industriei miniere orașul cunoaște o dezvoltare accelerată, aici fiind instalată prima mașină cu aburi din Transilvania care avea o putere de 14 CP. Principele Transilvaniei Gabriel Bethlen a adus muncitori germani și slovaci pentru a lucra în mine. Tot în această perioadă la Zlatna a funcționat și o școală de minerit. Poetul Martin Opitz, invitat ca profesor la colegiul din Alba Iulia, a scris în anul 1622 poemul Zlatna.

## Demografie
Componența etnică a orașului Zlatna
     Români (85,6%)
     Romi (5,11%)
     Alte etnii (0,36%)
     Necunoscută (8,93%)
Componența confesională a orașului Zlatna
     Ortodocși (88,44%)
     Alte religii (2,22%)
     Necunoscută (9,34%)
Conform recensământului efectuat în 2021, populația orașului Zlatna se ridică la 6.652 de locuitori, în scădere față de recensământul anterior din 2011, când fuseseră înregistrați 7.490 de locuitori. Majoritatea locuitorilor sunt români (85,6%), cu o minoritate de romi (5,11%), iar pentru 8,93% nu se cunoaște apartenența etnică. Din punct de vedere confesional, majoritatea locuitorilor sunt ortodocși (88,44%), iar pentru 9,34% nu se cunoaște apartenența confesională.
|  | Graficele sunt indisponibile din cauza unor probleme tehnice. Mai multe informații se găsesc la Phabricator și la wiki-ul MediaWiki. |

Date: Recensăminte sau birourile de statistică - grafică realizată de Wikipedia

## Politică și administrație
Orașul Zlatna este administrat de un primar și un consiliu local compus din 15 consilieri. Primarul, Silviu Ponoran[*], de la Partidul Național Liberal, este în funcție din 2004. Începând cu alegerile locale din 2024, consiliul local are următoarea componență pe partide politice:
|  | Partid                          | Consilieri | Componența Consiliului | Componența Consiliului | Componența Consiliului | Componența Consiliului | Componența Consiliului | Componența Consiliului | Componența Consiliului | Componența Consiliului | Componența Consiliului | Componența Consiliului |
|  | ------------------------------- | ---------- | ---------------------- | ---------------------- | ---------------------- | ---------------------- | ---------------------- | ---------------------- | ---------------------- | ---------------------- | ---------------------- | ---------------------- |
|  | Partidul Național Liberal       | 10         |                        |                        |                        |                        |                        |                        |                        |                        |                        |                        |
|  | Partidul Social Democrat        | 3          |                        |                        |                        |                        |                        |                        |                        |                        |                        |                        |
|  | Alianța pentru Unirea Românilor | 2          |                        |                        |                        |                        |                        |                        |                        |                        |                        |                        |

## Învățământ
În orașul Zlatna își desfășoară activitatea 9 unități școlare și 9 grădinițe cu program normal.
Între aceste școli, 5 dintre ele au clasele I-IV, 3 sunt cu clasele I-VIII. La Zlatna funcționează și un grup școlar industrial în care învață peste 300 de elevi. Principalele secții din cadrul Grupului Școlar “Cornelui Medrea” sunt:

-Stiințele Naturii;

-Mecanică.
Se intenționează înființarea unei clase cu profil de prelucrare a pietrei, continuându-se astfel o veche tradiție formată în cadrul școlii de arte și meserii.
La școala generală din Zlatna a învățat renumitul Avram Iancu.

## Turism

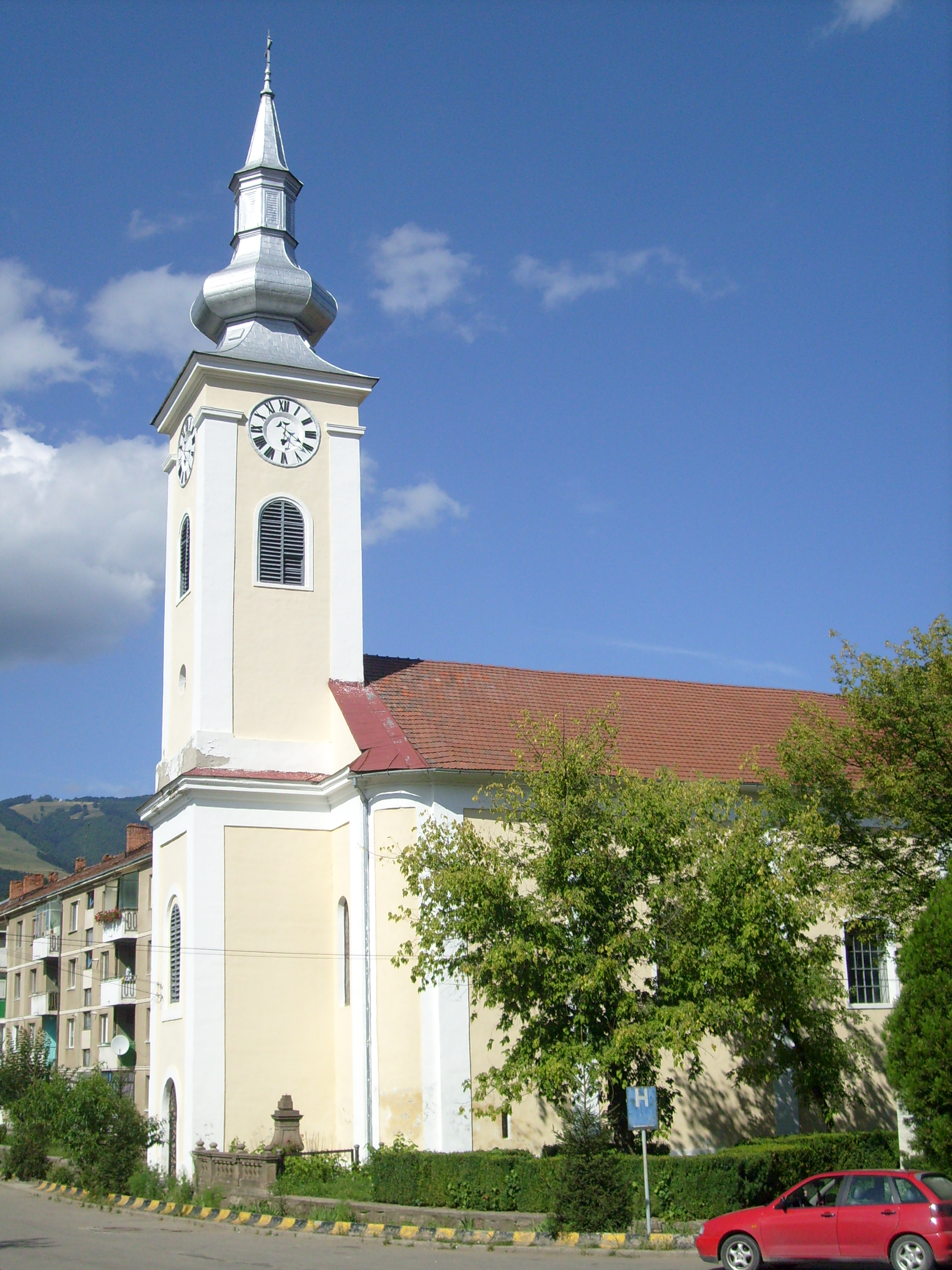
Biserica romano-catolică din Zlatna, cu hramul Sf. Ioan Nepomuk

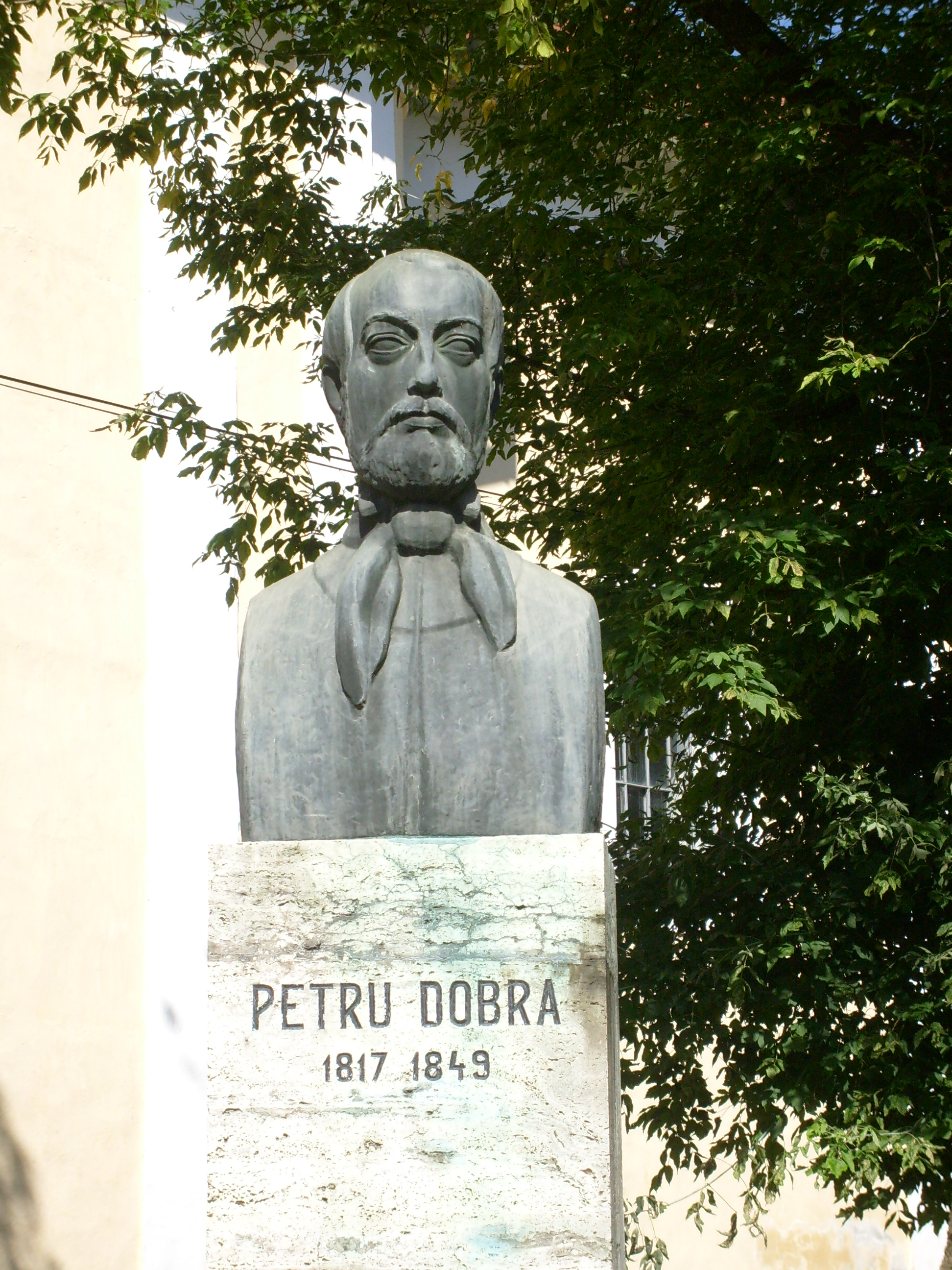
Bustul lui Petru Dobra, în grădina bisericii romano-catolice

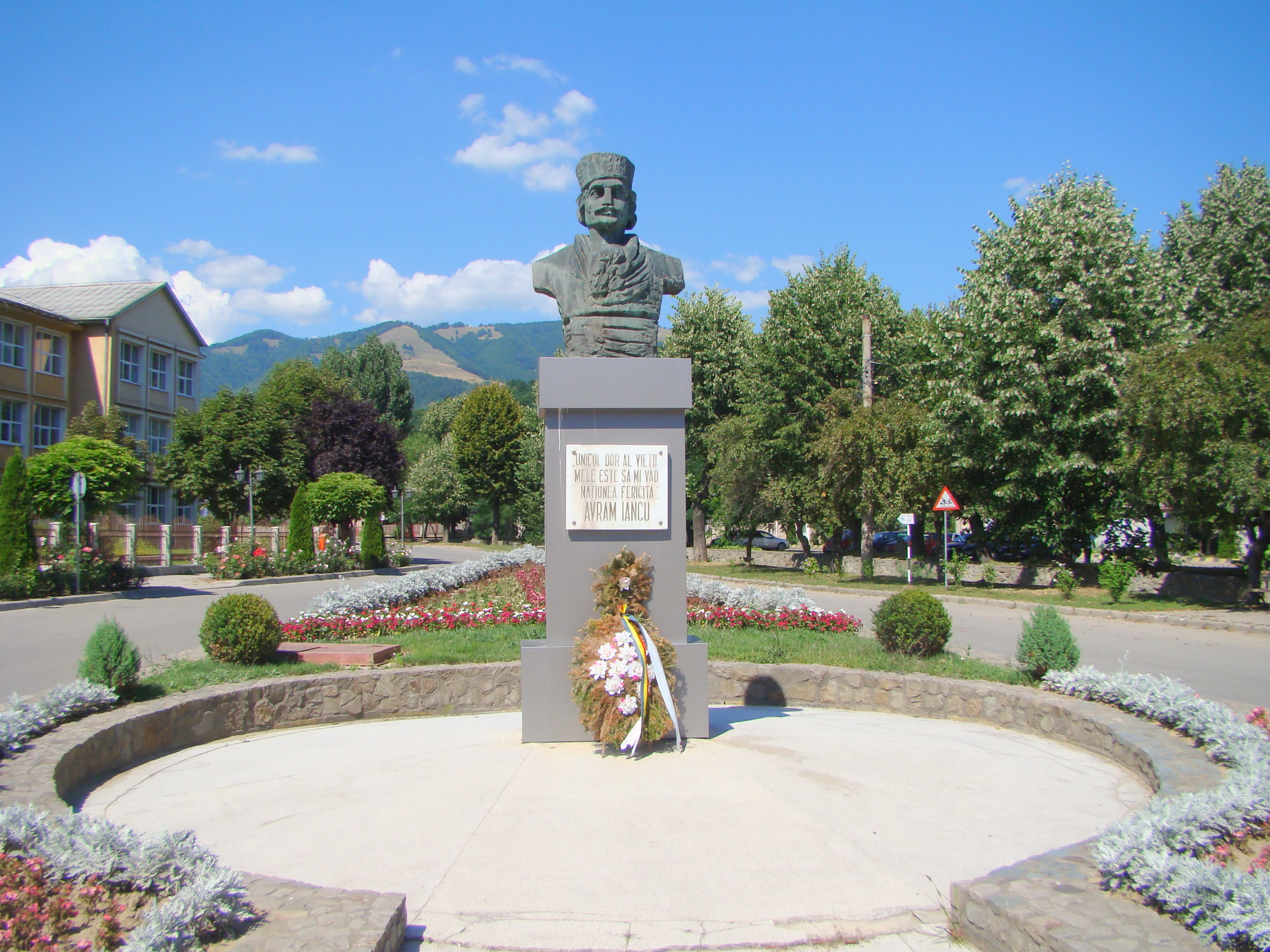
Bustul lui Avram Iancu

Pe teritoriul orașului se află trei rezervații naturale, care au valoare deosebită pentru turism: Calcarele de la Valea Mică, Piatra Bulbuci și Cheile Caprei.
- Rezervația geologică „Calcarele de la Valea Mică” (1 ha) este situată in partea central-sudică a Munților Metaliferi, pe părăul Valea Mică, afluent pe dreapta al Ampoiului. Este constituită din două blocuri calcaroase, cel din est având inalțimea de 20 m, iar cel din vest 12m, ce domină maiestuos depozitele de flis intens erodate.
- „Piatra Bulbuci” - rezervație geologică și geomorfică constituită dintr-un bloc masiv de calcar cu aspect de turn de cetate, înalți de 78 m, cea mai impozantă stancă izolată din bazinul văii Ampoiului.
- Rezervația complexă „Cheile Caprei” (Fenesului)- atrage atenția prin peisajul său impunător: chei sălbatice, cu pereți abrupți, adâncite cu peste 600 m in platourile vălurite, lungi de circa 1200 m. La intrarea in chei, dinspre satul Feneș, atrag atenția două stânci înalte și subțiri, asemenea unor coloane. Pereții stâncoși, cu microrelief rezidual acoperit în bună parte de pădure, sunt brăzdați de văi torențiale. In regiune se intâlnesc unele plante rare, ce preferă stâncile calcaroase.

Pe teritoriul orașului Zlatna se află un tezaur uriaș de vestigii arheologice, monumente istorice, de arhitectură sau de artă, cât și un inestimabil patrimoniu etnocultural, care atestă evoluția și continuitatea de muncă și de viață pe aceste meleaguri, dezvoltarea culturii și artei populare.
Orașul Zlatna este un vechi centru de exploatare a aurului, de pe vremea daco-romanilor, Ampellum fiind numele dat localității in acea perioadă antică.
Ca urmare, pe teritoriul orașului au fost descoperite urmele unei așezări din Epoca bronzului precum si vestigiile orașului roman Ampellum, cu peste 300 de inscriptii, numeroase monumente sculptate, statui, monede, ceramica, un altar cu scriere grecească dedicate zeului Kimistenos etc.
Pe teritoriul localității se găsesc cateva biserici cu valoare arhitecturală deosebită, unele incluse pe lista actualizată a monumentelor istorice cu valoare deosebită, între care amintim:
- Biserica ortodoxă „Adormirea Maicii Domnului”, zidită în stil gotic în anul 1424, cu modificări baroce din anii 1696 si 1744 (altarul nou) și cu picturi murale interioare din secolele XV și XVIII, realizate în spiritul stilisticii bizantine.
- Biserica romano-catolică cu hramul „Sf. Ioan Nepomuk”.
- Biserica „Sf. Nicolae” (din secolul al XVIII-lea; renovată în anul 1924), cu o bogată colecție de icoane pe sticlă.
- Biserica „Nașterea Maicii Domnului”, construită în anul 1754 (satul Feneș) în timpul împărătesei Maria Theresia. Alte obiective turistice antropice reprezentative de pe teritoriul administrative al orașului sunt:
- Muzeul cu colecții arheologice
- Monumentul Eroilor Români din Primul și al Doilea Război Mondial. Monumentul, cu o înălțime de 6 m, este realizat din piatră și are forma unui portal terminat cu un arc gotic, iar în vârf o cruce. Pe fața nordică, deasupra portalului, este sculptat un soldat cu suliță, scut și coif. În spatele monumentului se află un osuar împrejmuit cu stâlpi de piatră uniți cu lanțuri. Pe ambele laturi sunt înscrise numele a 122 de eroi români, căzuți în cele două războaie mondiale. Monumentul este amplasat în centrul orașului, în vecinătatea Bisericii Ortodoxe.
- Bustul avocatului Petru Dobra (opera a sculptorului D. Pasima, dezvelit in anul 1973)
- Castelul din satul Izvorul Ampoiului, care va fi transformat în urma privatizării într-o structură de primire turistică.

## Personalități născute aici
- Petru Dobra (1817 - 1849), revoluționar pașoptist;
- Cornelia Emilian (1840 - 1910), jurnalistă, activistă;
- Béla Lukács⁠(d) (1847 - 1901), director al Căilor Ferate Maghiare, ministru al Comerțului;
- László Lukács (1850 - 1923), prim-ministru al Ungariei;
- Vasile Damian (1855 - 1919), protopop al Zarandului, deputat în Dieta de la Budapesta;
- Dora Zmeu (1888 - 1963), deputat în Marea Adunare Națională de la Alba Iulia;
- Virgil Popescu (1916 - 1989), fotbalist;
- Victor Moldovan (1926 - 2007), actor;
- Graziela Albini (1926 - 2008), actriță;
- Mihai Mincă (n. 1984), fotbalist;
- Andrei Mărginean (n. 2001), fotbalist.

## Galerie de imagini

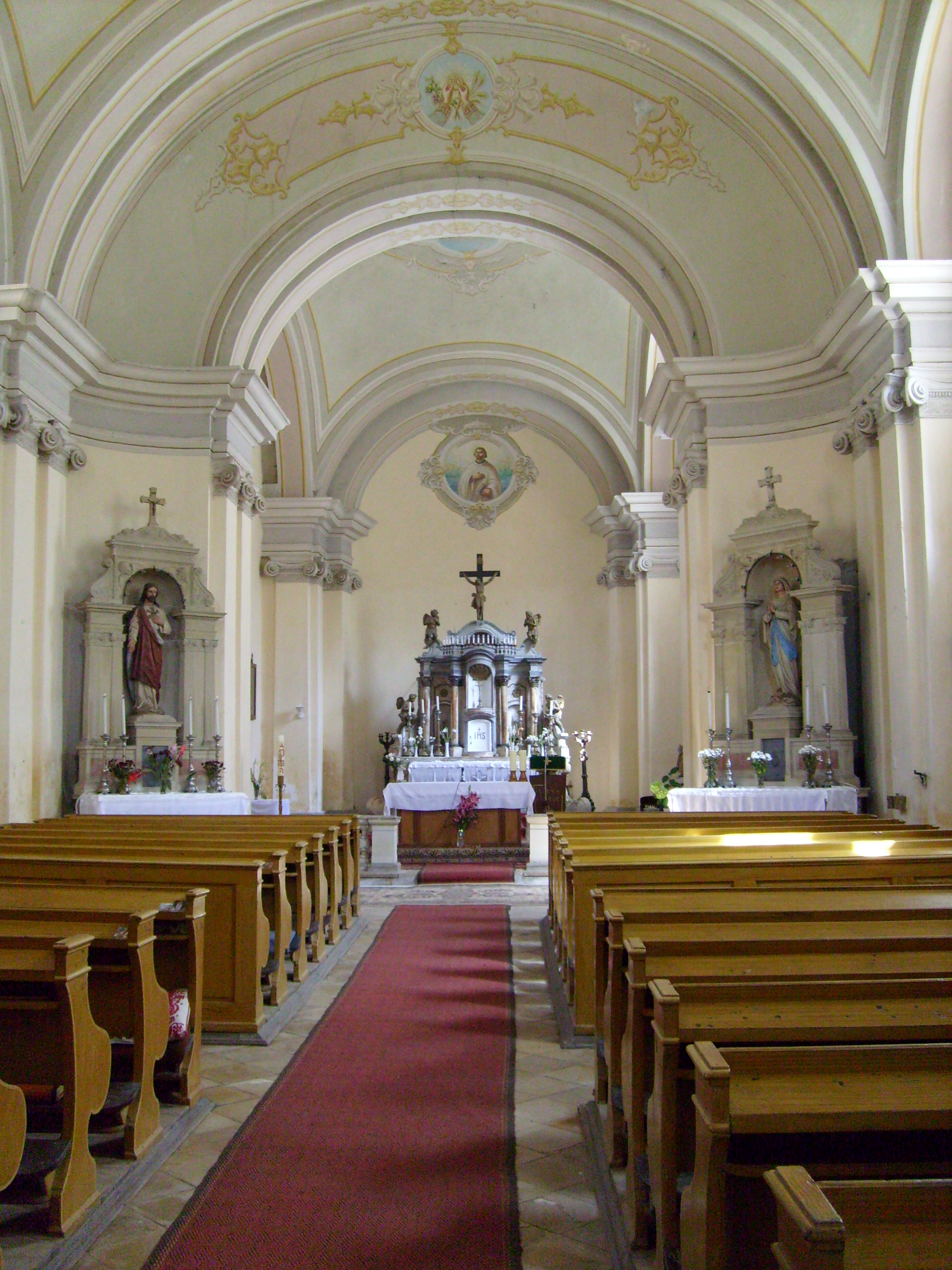
Interiorul bisericii catolice
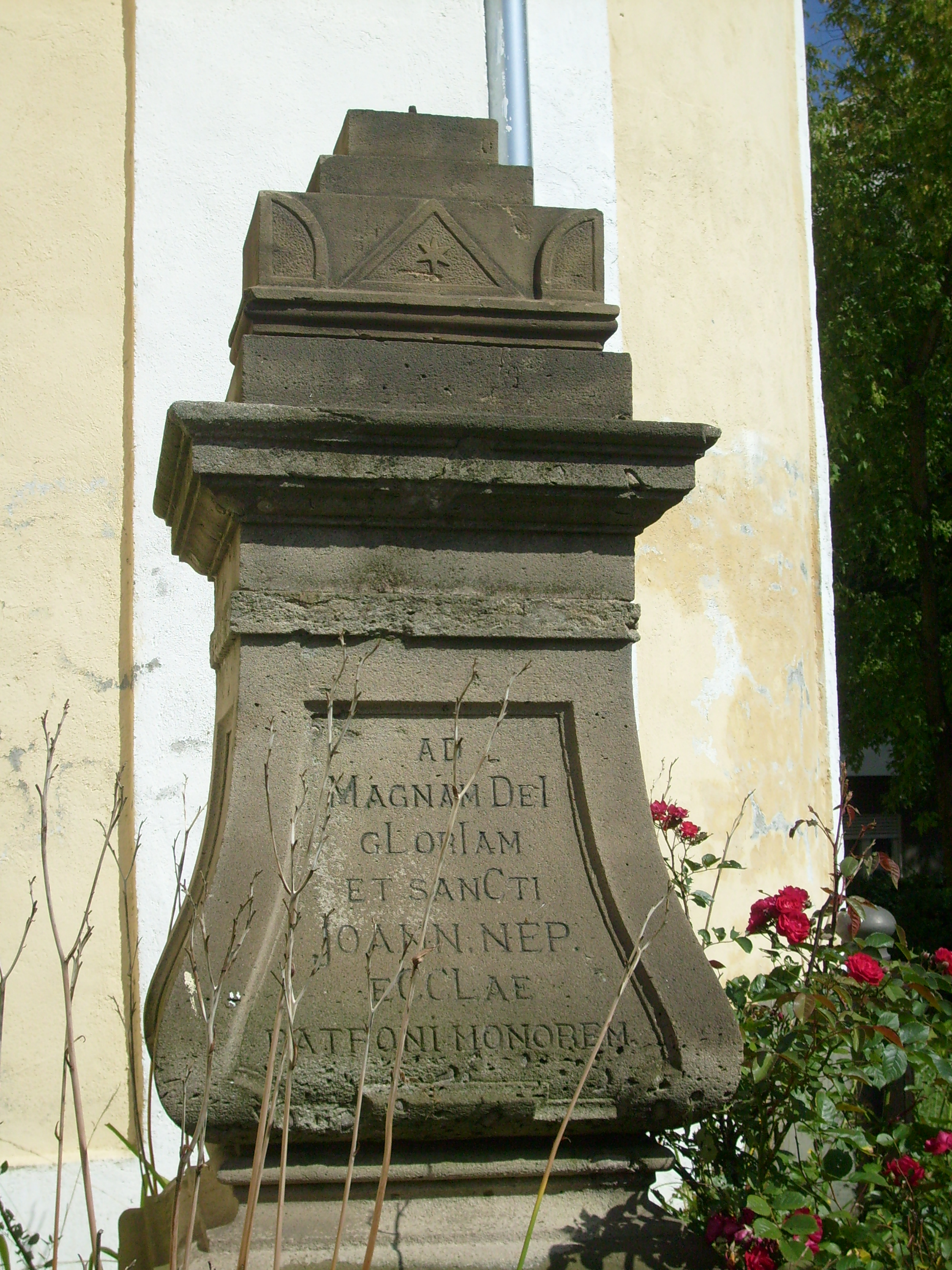
Soclul statuii (distruse) a lui Ioan Nepomuk
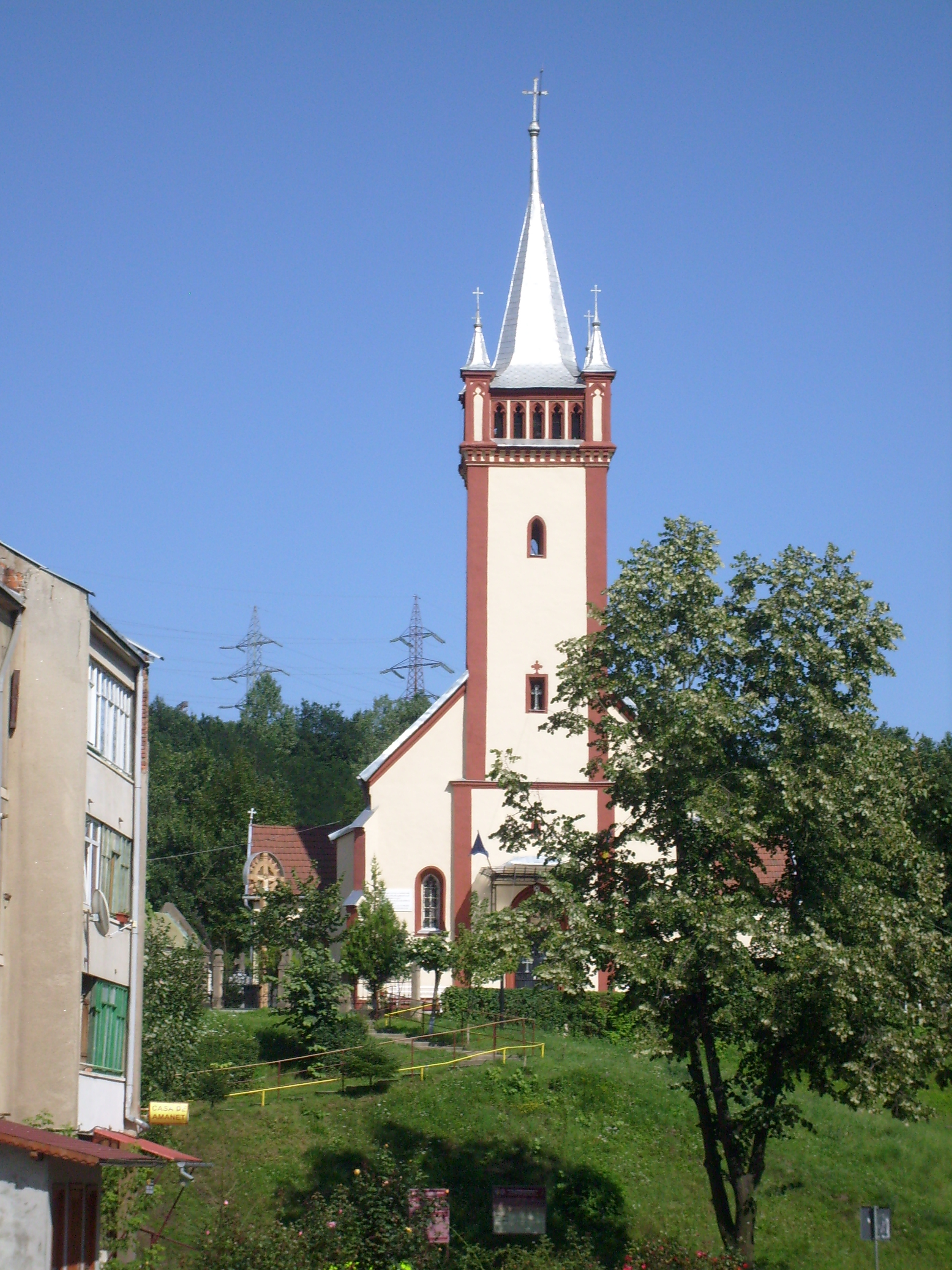
Biserica ortodoxă din Zlatna (din secolul al XIX-lea)
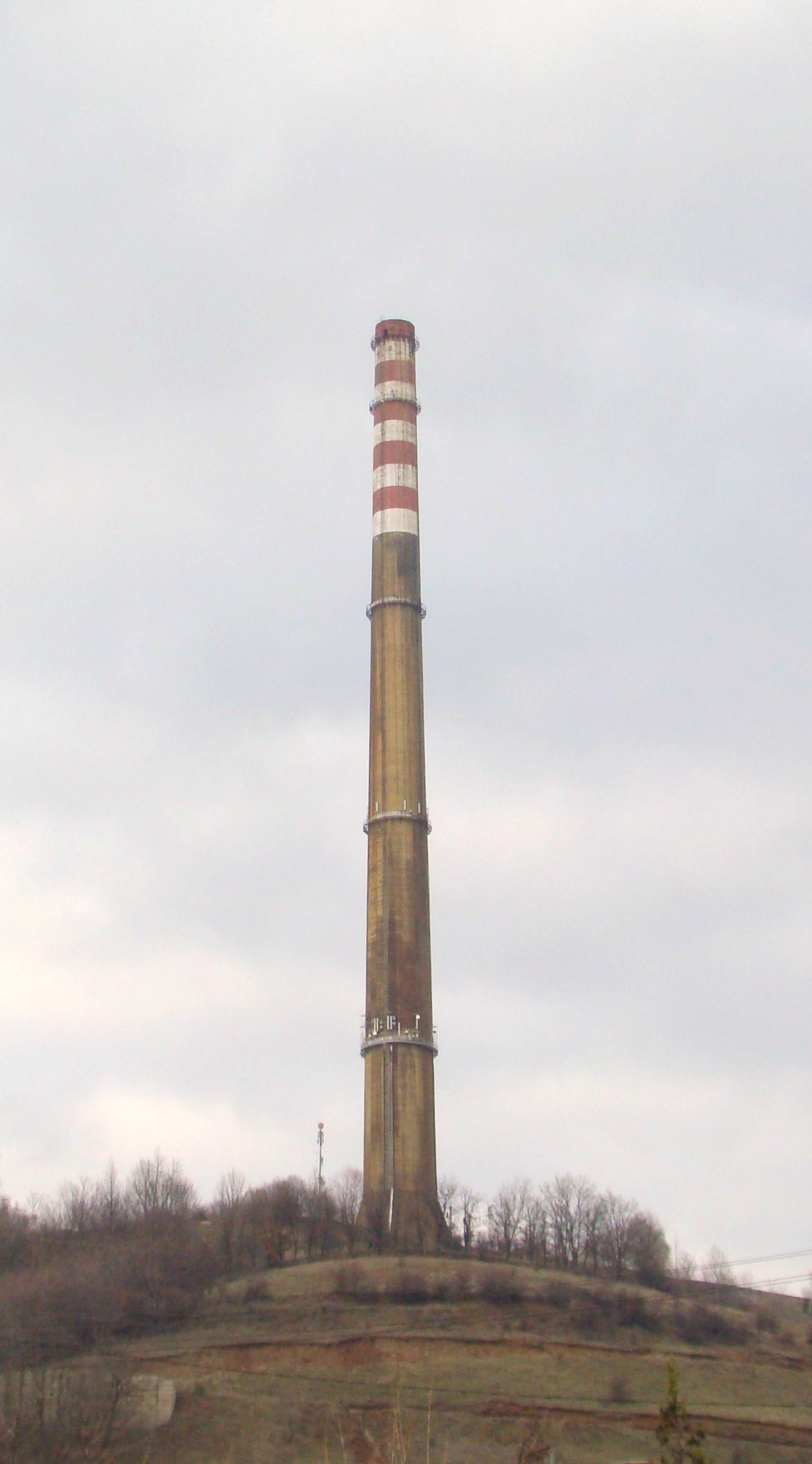
Coșul de dispersie al Combinatului Ampelum Zlatna